# Saroba silignia
Saroba silignia là một loài bướm đêm trong họ Noctuidae.